# 幼児虐殺 (コルネリス・ファン・ハールレム)
『幼児虐殺』（ようじぎゃくさつ、蘭: De kindermoord in Bethlehem, 英: Massacre of the Innocents) は、オランダ・ハールレムのマニエリスム派の画家コルネリス・ファン・ハールレムが1590年にキャンバス上に油彩で制作した絵画である。「CCornely. H. fecit Aº 1590」という画家の署名が記されている。作品は、アムステルダム国立美術館に所蔵されている。

## 作品

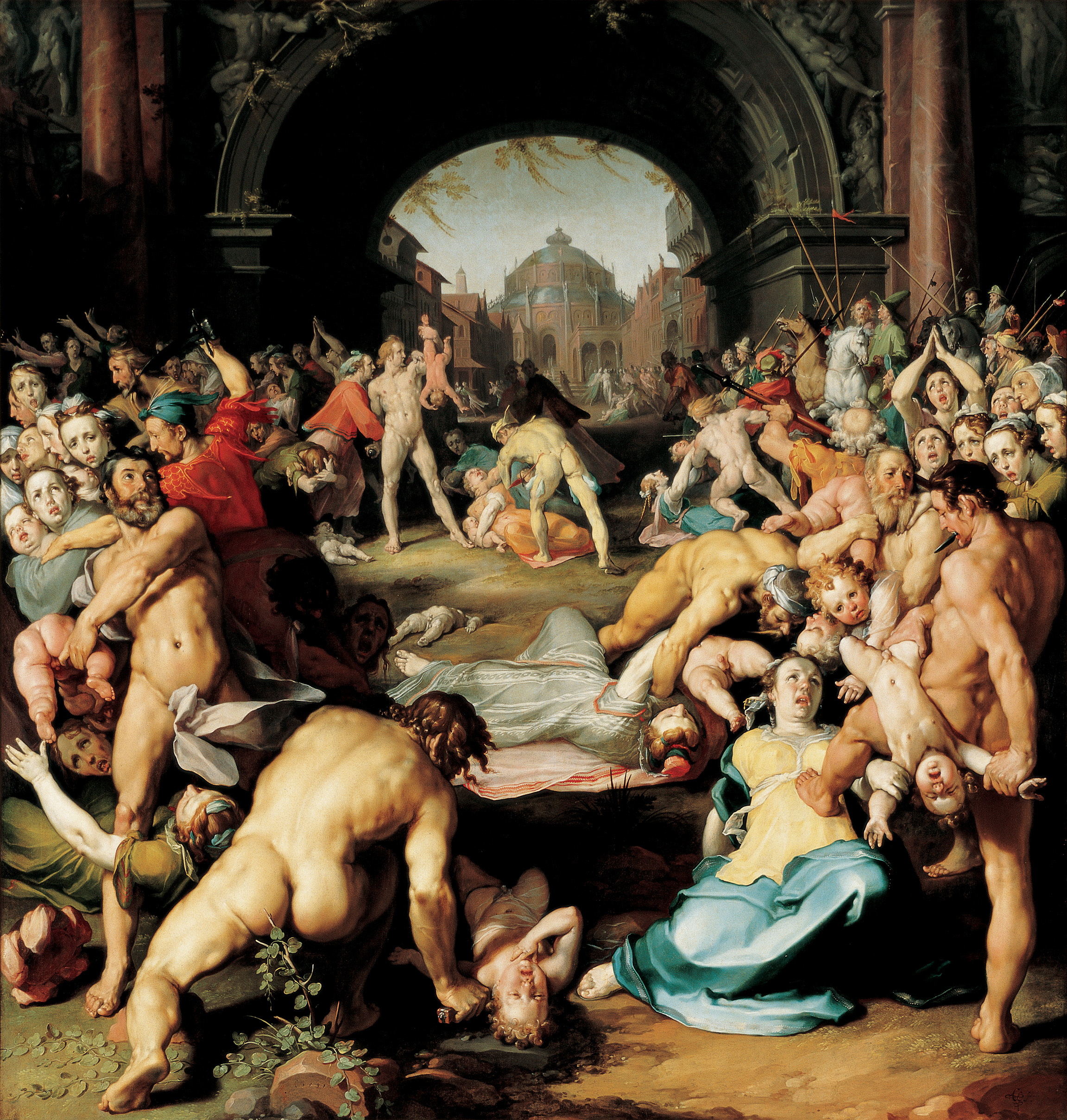
コルネリス・ファン・ハールレム『幼児虐殺』(1591年)、マウリッツハイス美術館、デン・ハーグ

『新約聖書』中の「マタイによる福音書」によれば、イエス・キリストの誕生を知った東方三博士 (マギ) はヘロデ大王に謁見し、「ユダヤの王となる方はどこにいらっしゃるのですか」と尋ねた。ヘロデは子供がいなかったので、ユダヤ人の王となる存在の脅威から自身を守るためにベツレヘムの新生児を虐殺する命を下した。これが幼児虐殺である。この出来事を天使から予言されていた聖ヨセフは、すでに聖母マリアとイエスを連れてエジプトへ出発していた。
画家は、虐殺をおぞましい悪夢として描いている。画面下部左側では兵士が子供の喉を掻き切っており、その背後では女性が兵士の目をえぐり出している。この絵画は、マウリッツ (オラニエ公) のために注文されたと考えられている。ネーデルラント陸軍司令官として、支配者スペインの暴政をネーデルラントから追放することが彼の役目であった。
なお、ファン・ハールレムは本作を描いた翌年、ハールレム市のために別の『幼児虐殺』 (マウリッツハイス美術館、デン・ハーグ) を描いている。